# Верот
Верот (нем. Weroth) — община в Германии, в земле Рейнланд-Пфальц.
Входит в состав района Вестервальд. Подчиняется управлению Вальмерод. Население составляет 605 человек (на 31 декабря 2010 года). Занимает площадь 2,52 км².